# 18368 Фландрау
18368 Фландрау (18368 Flandrau) — астероїд головного поясу, відкритий 15 квітня 1991 року.
Тіссеранів параметр щодо Юпітера — 3,811.